# Ausschuss für auswärtige Angelegenheiten und Menschenrechte
Der Ausschuss für auswärtige Angelegenheiten und Menschenrechte (englisch Committee on Foreign Affairs, französisch Commission des affaires étrangères, kurz AFET) ist einer der 24 Ausschüsse des Europaparlaments. Den Vorsitz hält David McAllister (CDU/EVP) seit Januar 2017, er wurde seitdem mehrmals, zuletzt im Juli 2024, in der Funktion bestätigt.

## Funktion
Der Ausschuss ist für die Gemeinsame Außen- und Sicherheitspolitik (GASP) zuständig. Andere Aufgaben sind die Beziehungen zu anderen EU-Einrichtungen und Organen, zu internationalen Organisationen wie den Vereinten Nationen sowie zu Drittländern und zu Beitrittskandidaten der EU. In letzterem Fall führt der Ausschuss die Verhandlungen und schließt Verträge ab. Ein weiteres Arbeitsfeld des Ausschusses liegt in Fragen der Menschenrechte, dem Schutz von Minderheiten und der Förderung der Demokratie in anderen Staaten. Für die Menschenrechtspolitik gibt es einen Unterausschuss, der den Hauptausschuss unterstützt.
Die Arbeit von Delegationen, Unterausschüssen und Kommissionen in seinem Zuständigkeitsbereich koordiniert der Ausschuss für auswärtige Angelegenheiten ebenfalls.

## Ausschussvorsitzende

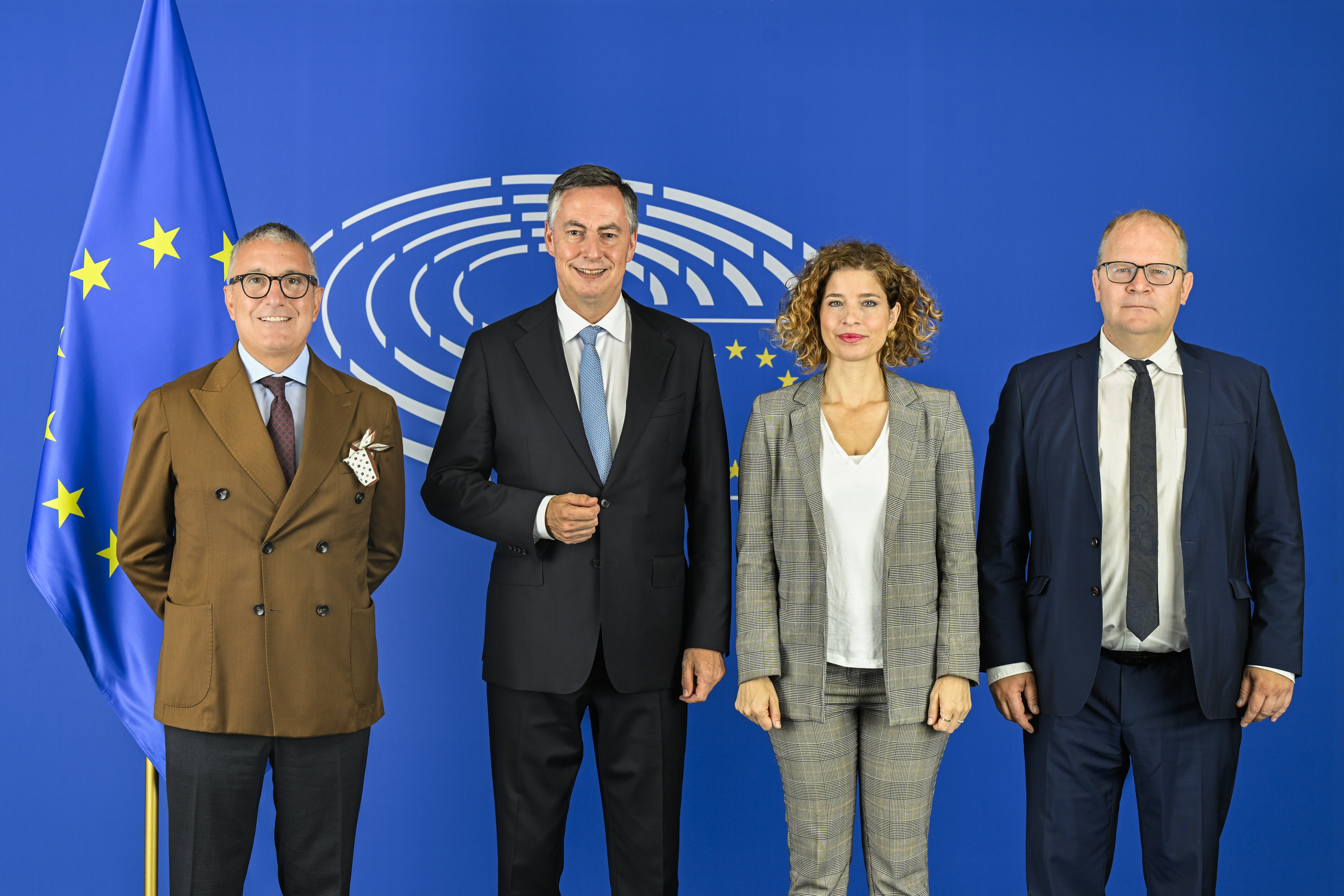
Ausschutzvorsitz der 10. Wahlperiode (2024–2029; v. l. n. r.): Alberico Gambino, David McAllister, Hana Jalloul Muro und Urmas Paet

- Juli 1979–April 1980: Emilio Colombo (DC/EVP)
- April 1980–Juli 1984: Mariano Rumor (DC/EVP)
- Juli 1984–Januar 1987: Roberto Formigoni (DC/EVP)
- Januar 1987–Juli 1989: Sergio Ercini (DC/EVP)
- Juli 1989–Februar 1991: Giovanni Goria (DC/EVP)
- Februar 1991–Januar 1992: Maria Luisa Cassanmagnago (DC/EVP)
- Januar 1992–Juli 1994: Enrique Barón Crespo (PSOE/SOC bzw. SPE)
- Juli 1994–Januar 1997: Abel Matutes (PP/EVP)
- Januar 1997–Juli 1999: Tom Spencer (Conservative Party/EVP)
- Juli 1999–Februar 2007: Elmar Brok (CDU/EVP)
- Februar 2007–Juli 2009: Jacek Saryusz-Wolski (PO/EVP)
- Juli 2009–Dezember 2012: Gabriele Albertini (FI/EVP)[2]
- Dezember 2012–18. Januar 2017: Elmar Brok (CDU/EVP)[2]
- Seit 24. Januar 2017: David McAllister (CDU/EVP)[1]

Quelle für 1979–2007: Corbert/Jacobs/Shackleton 2007.

## Mitglieder
Für eine aktuelle Liste der Mitglieder siehe den Internetauftritt des Ausschusses.

## Unterausschuss für Menschenrechte
Der Unterausschuss für Menschenrechte (DROI) unterstützt den Ausschuss für auswärtige Angelegenheiten in Fragen zu Menschenrechten, Schutz von Minderheiten und der Förderung demokratischer Werte in Drittländern.

## Unterausschuss für Sicherheit und Verteidigung (2004–2025)
Der ebenfalls 2004 gegründete Unterausschuss für Sicherheit und Verteidigung (SEDE) unterstützte den Ausschuss für auswärtige Angelegenheiten in seinen Zuständigkeiten in der Gemeinsamen Sicherheits- und Verteidigungspolitik (GSVP). Im Januar 2025 wurde der SEDE in einen Vollausschuss umgewandelt und ist als seitdem eigenständiger Ausschuss aus dem Aufgabenbereich des AFET herausgelöst.